# Eremaea dendroidea
Eremaea dendroidea là một loài thực vật có hoa trong Họ Đào kim nương. Loài này được Hnatiuk mô tả khoa học đầu tiên năm 1993.